# Greg Howard
Greg Howard (Washington D. C., 26 de julio de 1964-Charlottesville, Virginia, 22 de abril de 2023) fue un guitarrista estadounidense de jazz y world music, y uno de los mayores divulgadores de un inusitado instrumento musical llamado Chapman Stick.

## Discografía

### Solo
- Ether Ore, 2005
- Sticks and Stones: a collection of spontaneous improvisations, 2001 (casete 1987)
- Water on the Moon, 1998
- Sol, 1997
- Sticks and Stones, Transmigration, 1996
- Code Magenta, 1995
- Shapes, 1994
- Stick Figures, 1993

### Greg Howard Band
- Lift, 2000

## Libros
- The Stick Book, Volume I